# Gelnhausental
Gelnhausental är en dal i Antarktis. Den ligger i Östantarktis. Argentina och Storbritannien gör anspråk på området.